# 25326 Lawrencesun
25326 Lawrencesun è un asteroide della fascia principale. Scoperto nel 1999, presenta un'orbita caratterizzata da un semiasse maggiore pari a 2,8805698 UA e da un'eccentricità di 0,0908025, inclinata di 3,24222° rispetto all'eclittica.